# Alexander von Elverfeldt

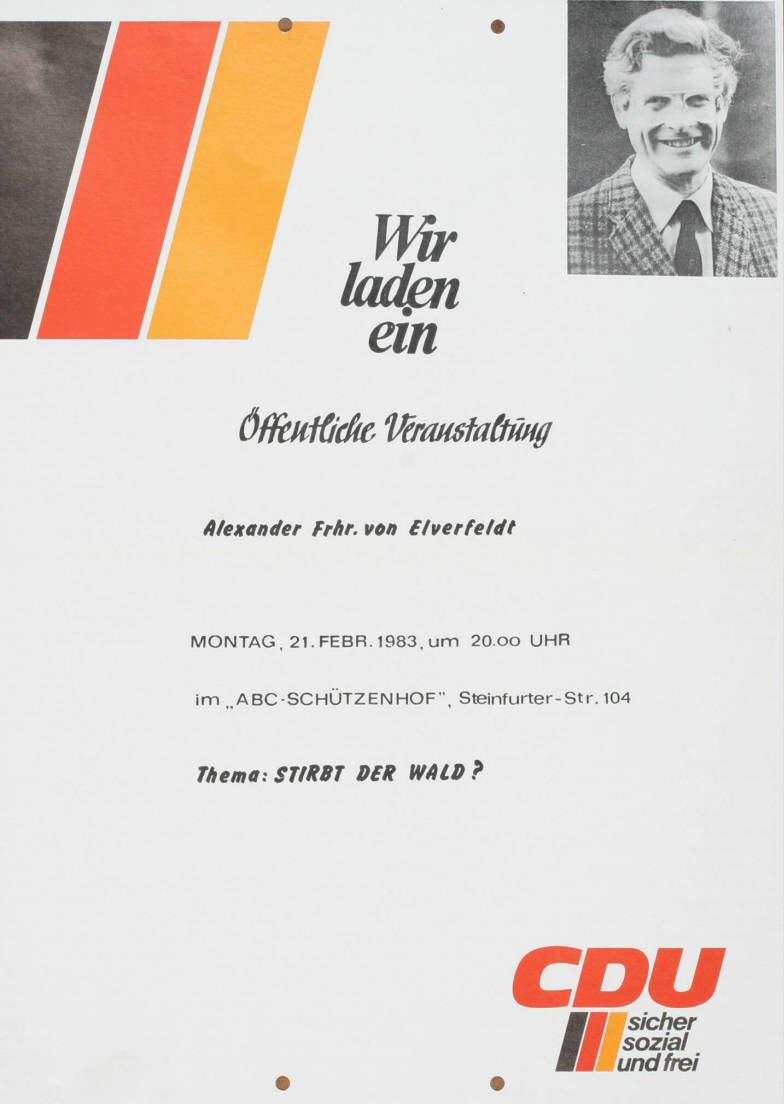
Alexander von Elverfeldt auf einem Wahlplakat 1983

Alexander Josef Maria Freiherr von Elverfeldt (* 19. März 1929 in Niedermarsberg, heute Stadtteil von Marsberg im Hochsauerlandkreis; † 24. August 2018 in Canstein) war ein deutscher Land- und Forstwirt sowie Verbandsfunktionär und Autor.

## Familie
Alexander von Elverfeldt entstammte dem alten westfälischen Adelsgeschlecht der Freiherren von Elverfeldt. Er wurde am 19. März 1929 als erstes von insgesamt sieben Kindern seiner Eltern Hubertus Freiherr von Elverfeldt und Franziska, geborene Freiin Ostman von der Leye, in Niedermarsberg geboren.
Alexander von Elverfeldt heiratete am 18. Juni 1957 in Drensteinfurt Helga Freiin von Strachwitz und Groß-Zauche (* 4. Mai 1935; † 7. Oktober 1984 auf Schloss Canstein), die Tochter von Mauritz Freiherr von Strachwitz und Groß-Zauche und Elisabeth Freiin von Landsberg-Velen. Aus dieser Ehe gingen sechs Kinder hervor. Nach dem frühen Tod seiner ersten Frau heiratete er am 19. Oktober 1985 auf Schloss Canstein Juliane Freiin von Strachwitz und Groß-Zauche (* 17. Oktober 1952), Tochter von Mauritz-Bodo von Strachwitz und Groß-Zauche and Margot Erdmann. Mit ihr hat er weitere zwei Töchter.

## Leben
Von Elverfeldt besuchte das Gymnasium in Arolsen/Waldeck. Er kam kurz vor Ende des Zweiten Weltkriegs als 16-Jähriger 1945 noch zum Volkssturm und geriet in Kriegsgefangenschaft. 1946 konnte er wieder das Gymnasium besuchen und legte 1949 sein Abitur ab. Anschließend absolvierte er eine Ausbildung in den Bereichen Landwirtschaft, Forstwirtschaft und Handel. 1949 bis 1950 lernte er an der Waldarbeitsschule Rhoden/Waldeck, machte dann eine Landwirtschaftliche Lehre in Westfalen und im Rheinland und besuchte von 1951 bis 1952 die Höhere Landbauschule Soest, die er mit dem Abschluss als Agraringenieur verließ. Nach einem Maschinenbaupraktikum bei der Firma Claas in Harsewinkel studierte er 1953/1954 ein Semester lang Landmaschinenbau an der Ingenieurschule Köln. Es folgten 1954/55 ein Forstpraktikum im Forstamt Glindfeld im Sauerland und ein erneuter Besuch der Handelsschule.
Ab 1956 übernahm von Elverfeldt Tätigkeiten bei mehreren technischen Betrieben in den USA und Deutschland, bevor er 1962 im Alter von 33 Jahren die Leitung des familieneigenen land- und forstwirtschaftlichen Betriebes von 320 Hektar landwirtschaftlich und 610 Hektar forstwirtschaftlich genutzter Fläche in 400 Metern Höhenlage im östlichen Hochsauerlandkreis übernahm. 
Er engagierte sich alsbald auch forstpolitisch und vertrat die Belange vor allem der Privatwaldbesitzer in verschiedenen forstlichen Gremien. So war er Vorsitzender des Waldbauernverbandes Nordrhein-Westfalen, des Forstausschusses bei der Obersten Forstbehörde Nordrhein-Westfalen und der Schutzgemeinschaft Deutscher Wald (SGDW) im Hochsauerlandkreis. Er saß zudem im Vorstand des SGDW-Landesverbands NRW und der Deutschen Gesellschaft für Holzforschung. Weiter war er Vorstandsmitglied des Westfälisch-Lippischen Landwirtschaftlichen Arbeitgeberverbandes, des Westfälisch-Lippischen Landwirtschaftsverbandes und der Westfälischen landwirtschaftlichen Sozialversicherung. Ferner engagierte er sich im Beirat des Kuratoriums für Waldarbeit und Forsttechnik (KWF) sowie im Fachausschuss „Forsterzeugnisse“ der Centralen Marketingagentur der Deutschen Agrarwirtschaft (CMA). Daneben war er Beiratsmitglied bei der höheren Landschaftsbehörde Nordrhein-Westfalen und beim Landesjagdverband Nordrhein-Westfalen.

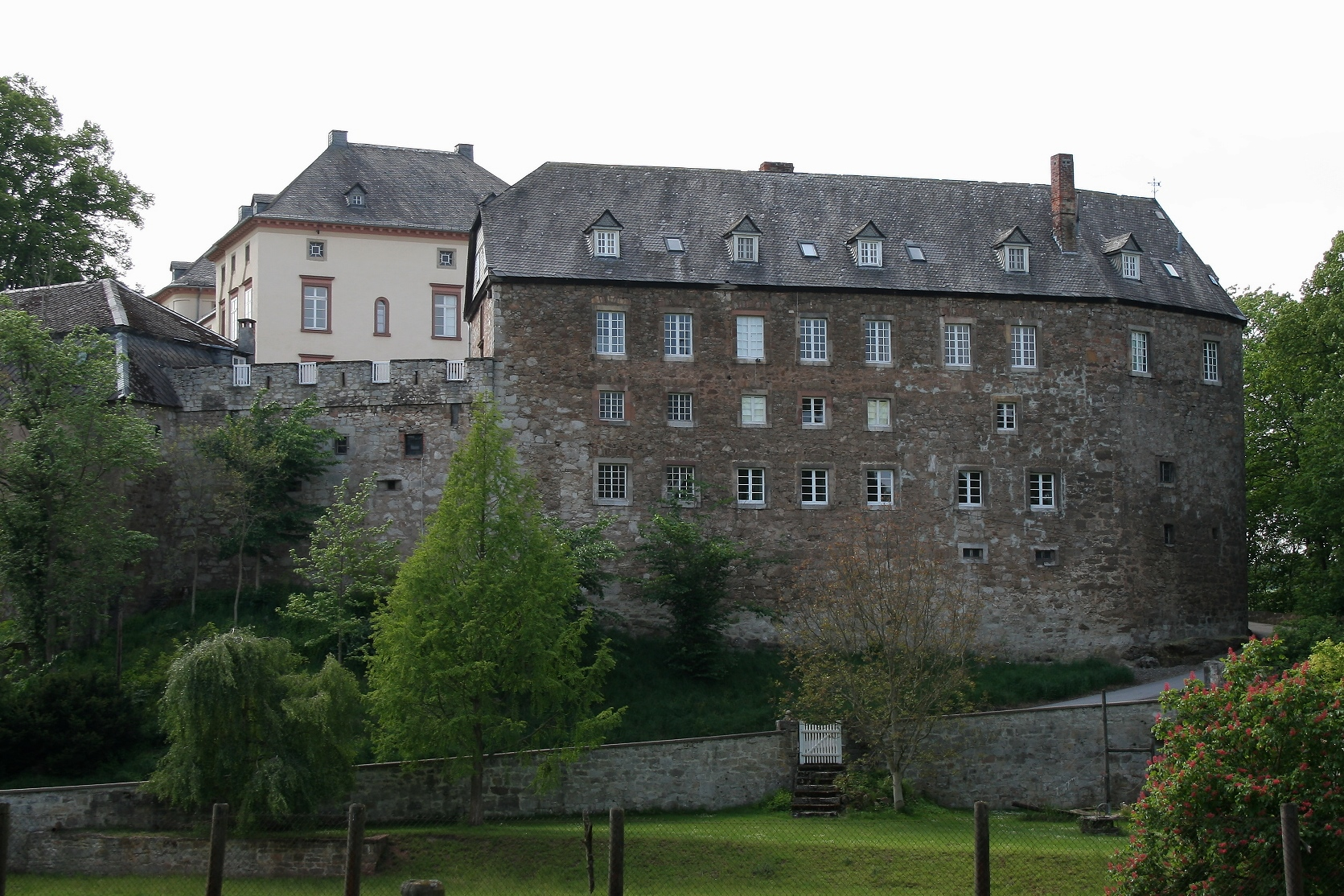
Schloss Canstein ist der Familiensitz derer von Elverfeldt

Die Arbeitsgemeinschaft Deutscher Waldbesitzerverbände entsandte ihn 1974 in die Mitgliederversammlung des Deutschen Forstwirtschaftsrat (DFWR), wo ihn die Mitglieder umgehend in den Ständigen Ausschuss wählten. 1980 wurde er als Mitglied des Präsidiums und Vertreter des Privatwaldes am 10. Mai 1983 in Köln schließlich zum Präsidenten des DFWR gewählt. Dieses Amt bekleidete er sieben Jahre lang, bevor er aus gesundheitlichen und privaten Gründen zurücktrat. Schwerpunkte seiner Präsidentschaft waren das in den 1980er Jahren diskutierte Verhältnis zwischen Forstwirtschaft und Naturschutz sowie die Debatte um die immissionsbedingten Waldschäden (Waldsterben). Von Elverfeldt hielt dabei einen Bewusstseinswandel der Menschen in der Industriegesellschaft zu mehr Achtung gegenüber den natürlichen Grundlagen des Lebens für nötig. Weitere wichtige forstpolitische Themen, an deren Bearbeitung er in dieser Zeit mitwirkte, waren die Erstellung eines forstwirtschaftlichen Leistungsberichtes, die Ausarbeitung von Förderungsgrundsätzen für forstwirtschaftliche Maßnahmen im Zuge der Gemeinschaftsaufgabe sowie der Abbau von Hemmnissen, die einer stärkeren Holznutzung entgegenstanden.
Darüber hinaus war er über 50 Jahre Mitglied der CDU. Von 1975 bis 1979 war er Mitglied im Kreistag und von 1979 bis 1982 Vorsitzender des CDU-Stadtverbandes Marsberg. 
Mit der Übergabe seines Betriebes an seinen Sohn zog sich von Elverfeldt 1991 auch weitgehend von seinen überregionalen Ämtern und ins Privatleben zurück. In den folgenden Jahren verfasste er unter anderem seine Autobiographie, die in drei Teilen die Jahre 1935 bis 1990 abdeckt, eine heimatkundliche Abhandlung über den Marsberger Ortsteil Canstein samt Familiensitz, dem Schloss Canstein, sowie den Roman Die Liebe in den Jahren der Zwangsarbeit (2003). 
Für seine Verdienste um den deutschen Wald und die Forstwirtschaft erhielt er mehrere Auszeichnungen, darunter 1986 das Bundesverdienstkreuz am Bande und 1992 das Bundesverdienstkreuz 1. Klasse „für seine herausragenden Verdienste um die Belange der Forstwirtschaft, des Waldes und der agrarischen Berufsgruppe“.
Alexander von Elverfeldt engagierte sich für zahlreiche soziale Projekte und die Christen im Heiligen Land. Er war Mitglied im Deutschen Verein vom Heiligen Lande. 1985 wurde er von Kardinal-Großmeister Maximilien Kardinal de Fürstenberg zum Ritter des Ritterordens vom Heiligen Grab zu Jerusalem ernannt und am 26. Oktober 1985 im Fuldaer Dom durch Franz Kardinal Hengsbach, Großprior der deutschen Statthalterei, investiert.

## Ehrungen und Auszeichnungen
- Schorlemer-Plakette in Gold des Westfälisch-Lippischen Landwirtschaftsverbandes e. V.
- Goldene Plakette der Landwirtschaftskammer Nordrhein-Westfalen
- 1985 – Ritter des Ritterordens vom Heiligen Grab zu Jerusalem
- 1986 – Verdienstkreuz am Bande des Verdienstordens der Bundesrepublik Deutschland
- 1990 – Lorenz-Wappes-Preis des Deutschen Forstvereins
- 1991 – Professor-Wilhelm-Niklas-Medaille
- 1992 – Bundesverdienstkreuz 1. Klasse des Verdienstordens der Bundesrepublik Deutschland

## Werke
- Cansteiner Erinnerungen
  - Teil 1: 1935–1950. Marsberg um 1995, ISBN 3-9804216-1-9.
  - Teil 2: Lehr- und Wanderjahre daheim und in Amerika 1945 bis 1957. Marsberg 1999, ISBN 3-9806428-0-1.
  - Teil 3: 1957–1990. Marsberg und Norderstedt 2001, ISBN 3-8311-2796-4.
- Canstein im kurkölnischen Sauerland. Geschichte und Geschichten. Marsberg und Norderstedt 2000, ISBN 3-8311-1173-1.
- Erlebte Geschichte. Reisen in drei Kontinenten. Norderstedt 2001, ISBN 3-8311-1876-0.
- Die Liebe in den Jahren der Zwangsarbeit. Roman. Norderstedt 2003, ISBN 3-8334-0172-9.
- Allerlei von meiner Festplatte. Hamburg 2005, ISBN 3-938297-95-6.
- Vom schändlichen Laster der Zauberey. Hexenprozesse im Patrimonialgericht der Herrschaft Canstein in der zweiten Hälfte des 17. Jahrhunderts, Canstein 2006 (PDF; 1,8 MB), abgerufen am 28. April 2016.
- Ein Gutshof mit Stallgeruch. Landleben auf Gut Canstein (1929–1997). Herausgegeben und eingeleitet von Gisbert Strotdrees. Landwirtschaftsverlag, Münster 2011, ISBN 978-3-7843-5164-3.